# Geoffrey Ghesquière
Geoffrey Ghesquière (Roncq, 6 december 1989) is een in Frankrijk geboren Belgisch voetballer. Ghesquière is een middenvelder.